# The Seven Deadly Sins (Album)
The Seven Deadly Sins ist ein Musikalbum des Joseph Daley Earth Tones Ensemble. Die am 2. und 3. November 2009 in den MSR Studios, New York City, entstandenen Aufnahmen erschienen am 26. November 2010 auf dem Label Jaro Medien.

## Hintergrund
Der Tubist und Posaunist Joseph Daley, der diese Musik komponiert und arrangiert hat, war in den Jahren zuvor Mitglied der Blechbläsersektionen mehrerer bedeutender Bands, darunter der von Muhal Richard Abrams, Bill Cole, Charlie Haden, Howard Johnson und Sam Rivers. 2009 spielte er in der New Yorker Band Hazmat Modine, die stilistisch schwer zuzuordnen ist und Blues, Klezmer, Balkanbeats, Jazz und Rock fusioniert; diese wurde von Wade Schuman gegründet.
Joe Daley wurde zur Komposition von The Seven Deadly Sins durch Gemälde des Malers und Musikers Wade Schuman, die die sieben Todsünden darstellen, inspiriert. Sicherlich stand Daley „vor einem einzigartigen Rätsel, das mit der ewig dunklen Natur der Sünde und den Gemälden selbst zu tun hatte, deren Stil an die Werke der nördlichen Renaissance des großen Albrecht Dürer erinnerte“, meint Raul d’Gama Rose. Daley habe dieses Problem gelöst, indem er die Musik für ein komplettes Spektrum an Blech- und Holzbläsern komponierte – von der hohen Trompete bis zu den tiefen Stimmen der Tuba und des Bass- und Baritonsaxophons. Seinem Ensemble gehörten Solisten wie der Baritonsaxophonist Howard Johnson („Avarita“), der Hornist Mark Taylor („Superbia“) oder der Basssaxophonist Scott Robinson an. Zu den weiteren Mitgliedern des Ensembles gehörten Earl McIntyre, Satoshi Takeishi, Vincent Chancey, Onaje Allan Gumbs, Marty Ehrlich, Craig Harris, Gary Valente, Reut Regev, Lew Soloff, Stanton Davis, Stephen Haynes, Bob Stewart und Warren Smith.
Das Album von 2010 enthält mit Ballade of the Fallen African Warrior eine zweite Komposition, deren Titel an das Album The Ballad of the Fallen vom Liberation Music Orchestra (1983) erinnere (ohne das musikalische Rückgriffe darauf geschehen); sie entstand in Erinnerung an Daleys verstorbenen Bruder Winston. Sie ist auf der teilweisen Neuausgabe des Albums, die 2019 auf Daleys Label JoDaMusic stattfand und es mit dem Folgewerk The Seven Heavenly Virtues vereinte, nicht enthalten.

## Titelliste
- Joseph Daley Earth Tones Ensemble: The Seven Deadly Sins (Jaro Medien 4303-2)[4]

1. Invidia (Envy) 4:36
2. Avaritia (Avarice) 3:57
3. Gula (Gluttony) 5:26
4. Superbia (Pride) 4:04
5. Lechery (Lust) 12:21
6. Ira (Anger) 4:21
7. Desida (Sloth) 4:16
8. Ballade of the Fallen African Warrior 23:32

Die Kompositionen stammen von Joseph Daley.

## Rezeption
Nach Ansicht von Raul d’Gama Rose, der das Album in All About Jazz rezensierte, umfasst Seven Deadly Sins einige der monumentalsten Musikstücke, die seit langem komponiert und aufgenommen wurden. Bezeichnenderweise würde sich dies nicht nur auf die siebenteilige Suite des Titelstücks beziehen, sondern auch auf das zweite Werk „Ballade of the Fallen African Warrior“, ein weiteres ausgedehntes Stück mit mehreren Abschnitten. Als Schöpfer dieser großartigen Suiten lade er geradezu zum Vergleich mit anderen zeitgenössischen Musikern ein, die umfangreichere Werke geschrieben und einer breiten Öffentlichkeit zugänglich gemacht haben. Sicherlich erinnere Daleys Komposition an viele Suiten von Duke Ellington und einige längere Werke von Wynton Marsalis, etwa From the Plantation to the Penitentiary (2007), vielleicht sogar an Charles Mingus’ Epitaph (1990). Daleys Werk stehe aber eher im Einklang mit Duke und Mingus, die etwas größere Ensembles als Marsalis beschäftigten.
Die Stimmen der Holz- und Blechbläser seien so kraftvoll, dass es Daley gelänge, die dunkle Natur seines Themas auf einen Schlag einzufangen und gleichzeitig seinen einzelnen Musikern eine Stimme zu verleihen, die die unterschiedliche Natur jeder einzelnen Sünde zum Ausdruck bringen, so d’Gama Rose weiter. Was folge, sei „eine großartige Panoramareise in die Tiefen der Seele“, die die gesamte Bandbreite an Klangfarben und klanglichem Ausdruck abdecke, von den blendenden Farben von „Invidia (Neid)“ und „Avarita (Habsucht)“ bis zu den gewaltigen Höhenflügen von „Superbia (Stolz)“ und der sengenden Wut von „Ira (Wut)“ und den schlampigen Glissandi von „Desida (Trägheit).“